# Kickstarter
Kickstarter és una comunitat global enorme construïda per mitjans de creativitat i projectes creatius. Va ser fundada el 2009 per Perry Chen, Yancey Strickler i Charles Adler.Més de 10 milions de persones han participat en almenys un projecte de Kickstarter. Alguns d'aquests projectes provenen d'artistes amb influència com per exemple De La Soul o Marina Abramović. La majoria provenen de gent impressionant i creativa de la que no se sent xerrar tant, des de directors de pel·lícules d'estil "Indie" fins a un grup qualsevol del carrer. Cada artista, director, dissenyador i creador a Kickstarter ha completat el control creatiu al seu projecte i l'oportunitat de compartir-ho amb una comunitat activa de partidaris.
Kickstarter és una companyia independent controlada pel mateix fundador(Yancey Stickler) de 135 persones treballant juntes a una vella fàbrica de llapis a la ciutat de Nova York. Passen el seu temps dissenyant i construint Kickstarter, connectant a gent amb projectes inspiradors i creatius divertits de fer. Kickstarter va obrir les portes el 28 d'abril del 2009. Cada projecte seu és una oportunitat de crear l'univers i la cultura que vulguis veure.

## Com funciona Kickstarter?
Milers de projectes són finançats a Kickstarter a qualsevol moment. Cada projecte és creat per la persona que està darrere d'ell de manera independent. Els directors, músics, artistes i dissenyadors que pots trobar a Kickstarter tenen control i responsabilitat sobre el seu projecte. Es passen setmanes construint les seves pàgines per al projecte, gravant el seu vídeo promocional, i la pluja d'idees els recompensa per oferir suports. Quan ja estan preparats els creadors llancen el seu projecte i el comparteixen amb la seva comunitat.

## Per què la gent dona suport als projectes?
Una gran quantitat de partidaris s'han unit al voltant dels projectes dels seus amics. Alguns estan donant suport a gent que sempre han admirat. Molts estan inspirats per una nova idea. Altres estan inspirats per les recompenses que suposa finançar el projecte, una còpia del que s'està fent, una edició limitada,o una experiència relacionada amb el projecte.
Suportar un projecte és més que donar doblers a una persona. És ajudar al seu somni de crear qualque cosa que vulgui que existeixi al món.

## No aconsegueixen els finançadors doblers del projecte que financen?
No, els creadors del projecte s'enduen el 100% del que guanyen pel projecte. Kickstarter no put ser utilitzat per oferir retornada dels doblers o coses similars.
Alguns dels projectes que són fundats a Kickstarter estan basats majorment a fer doblers, però les persones que el suporten els ajuden que surtin a la llum, no a aconseguir un propòsit financer .

## Pot Kickstarter ser utilitzat per recaptar fons?
Kickstarter permet publicar projectes creatius per finançar el propi projecte, per tant, si la gent finança més del 100% del teu projecte ja estàs recaptant fons. Quan sobrepasses el 100% kickstarter es duu un 5% del que aconsegueixes després del 100%.

## Principis
- La missió de Kickstarter és ajudar a fundar projectes creatius
- Les operacions reflectiran el seu valor
- Dona suport a un món creatiu i de igualtat
- Està dedicat a les arts
- Està dedicat a donar oportunitats

## Dades
2,204,256,278$ Aconseguits amb tots els projectes.
100,355 Projectes finançats.
10,306,418 finançadors

## Projectes principals
| Lloc | Nom                                                        | Total USD  | Autor                               | %Finançat | Categoria  |
| ---- | ---------------------------------------------------------- | ---------- | ----------------------------------- | --------- | ---------- |
| 1    | Pebble: E-Paper Watch for iPhone and Android               | 10,266,845 | Pebble Technology                   | 10        | Disseny    |
| 2    | Ouya: A New Kind of Video Game Console                     | 8,596,475  | Ouya                                | 905       | Videojocs  |
| 3    | Project Eternity                                           | 3,986,929  | Obsidian Entertainment              | 362       | Videojocs  |
| 4    | Reaper Miniatures Bones: An Evolution Of Gaming Miniatures | 3,429,236  | Reaper Miniatures                   | 11        | Videojocs  |
| 5    | Double Fine Adventure                                      | 3,336,371  | Double Fineand 2 Player Productions | 834       | Videojocs  |
| 6    | Wasteland 2                                                | 2,933,252  | InXile Entertainment                | 325       | Videojocs  |
| 7    | Homestuck Adventure Game                                   | 2,485,506  | MS Paint Adventures                 | 355       | Videojocs  |
| 8    | Oculus Rift: Step Into the Game                            | 2,437,430  | Palmer Luckey                       | 974       | Tecnologia |

Fonts consultades:http://Kickstarter.com